# Віталій Рожманов
Віталій Рожманов — український військовий діяч, у 1992 році в званні майора був командиром 880-го окремого батальйону 810-ї окремої бригади морської піхоти ЧФ.

## Присяга на вірність Україні
22 лютого 1992 майор Віталій Рожманов, його заступник по роботі з особовим складом старший лейтенант Михайло Рудь, та весь особовий склад батальйону присягнули на вірність українському народові. Першою з жінок-військовослужбовців ЧФ, яка принесла присягу українському народу стала прапорщик морської піхоти 880-го ОБМП Валентина Ковальченко.

## Причини подібного кроку
Пояснюючи причини такого кроку, командир батальйону морської піхоти майор Віталій Рожманов, зазначив, що зробив свій вибір на користь України ще коли керівництво СРСР перекинуло його з підлеглими в Баку.
Начальнику прес-центру Військово-Морських Сил України капітану 2-го рангу Миколі Савченко, він розповідав:
«Ми зрозуміли, що нас кинули воювати з народом Азербайджану, виконувати поліцейську функцію, зробити все, щоб залякати людей, вбити в них національний дух, усяку віру і прагнення до свободи».
В серпні 1991 року Рожманова та його підлеглим наказали знищити на аеродромі в Бельбеку в Криму літак президента Росії Бориса Єльцина, який збирався прибути туди для звільнення глави СРСР Михайла Горбачова, заблокованого на курорті Форос. Однак дали «відбій», оскільки в Бельбек прилетів не Єльцин, а віце-президент Росії Олександр Руцькой.
Коли командувач ЧФ адмірал Ігор Касатонов зажадав від Рожманова присягати не Україні, а СНД, то почув відповідь: «Морська піхота вже зробила свій вибір. Нас багато чому навчили Баку, Карабах, Тбілісі. Ми вже не ті!».